# Koczuván Bertalan
Koczuván Bertalan (németül: Bartolomäus Kozuvan, szlovénül: Bartol Kocuvan vagy Jernej Kocuvan) (St. Georgen an der Stainz, 1828. augusztus 16. – Murasziget, 1889. október 25.) szlovén tanító, író.
Stájerországban született, közel a történelmi Magyarország határához. Szülőhelye ma Sveti Jurij ob Ščavnici néven Szlovénia része.
1854-ben segédtanítóként kezdett dolgozni Luttenbergben (ma Ljutomer). Egy évvel később Sziszeki Márk belatinci plébános hívására áttelepült Magyarországra és az iszakóci (később muraszigeti) egyosztályos általános iskola tanára lett. Itt feleségül vette Hoszkó Karolinát, akitől hét gyereke született. Felesége halála után újra megnősült és elvette Novák Márit, akivel haláláig együtt éltek.
Sziszeki és Koczuván a szlovén nemzeti identitás erősítésén dolgozott, továbbá terveik között szerepelt, hogy a magyarországi szlovénokat egyesítik a stájer szlovénekkel. A Vendvidék Stájerországhoz történő csatolását ez időben mindkét oldalról kérelmezték a Habsburg uralkodótól.
A kiegyezést követően egyre jobban erősödött a nemzetiségellenesség és a magyarosítás. 1886-ban felmerült a muraszigeti iskola bővítése, ám nem volt rá elegendő anyagi forrás. Ezért a helyiek ideiglenes kibérelték Szres Mátyás helyi parasztgazda egyik épületét, ahol Koczuván Murasziget, Muramelence és Murahely gyerekeit oktatta.
1879 és 1880 körül Koczuván egy vend nyelvű tankönyvet készített az állampolgári ismeretekről, de valószínűleg a magyarosítás miatt nem merte kiadni, ezért műve kéziratban csak maradt fenn.

## Munkája
- Domovina, ország (deržáva), pravice i dúžnosti purgarov